# 森之宮病院
森之宮病院（もりのみやびょういん）は、大阪府大阪市城東区に位置する医療機関。

## 診療科
（この節の出典）
- 内科
- 消化器内科
- 呼吸器内科
- 循環器内科
- 外科
- 心臓血管外科
- 乳腺・内分泌外科
- 形成外科
- 整形外科
- 泌尿器科
- リハビリテーション科
- 歯科
- 歯科口腔外科
- 小児歯科
- 放射線科
- 麻酔科
- 救急科
- 脳神経内科

## 医療機関の指定・認定
（下表の出典）
| 保険医療機関                                   | 労災保険指定病院                   |
| 生活保護法指定病院                             | 臨床研修病院                       |
| 指定自立支援病院（更生医療）                   | 結核指定病院                       |
| 指定自立支援病院（育成医療）                   | 原子爆弾被害者医療指定病院         |
| 特定疾患治療研究事業委託医療機関               | 原子爆弾被害者一般疾病医療取扱病院 |
| DPC対象病院                                    | 指定小児慢性特定疾病医療機関       |
| 身体障害者福祉法指定医の配置されている医療機関 | 公害医療機関                       |
| 在宅療養後方支援病院                           | 地域歯科診療支援病院               |

- 救急告示病院[2]
- 公益財団法人日本医療機能評価機構認定病院[3]
- このほか、各種法令による指定・認定病院であるとともに、各学会の認定施設でもある。

## 交通アクセス
- JR大阪環状線・OsakaMetro中央線・長堀鶴見緑地線「森ノ宮駅」より徒歩7分[4]

## 周辺
- 大阪市立森之宮小学校[4]
- 大阪府赤十字血液センター[4]